# Поречка река
Поречка река је река у источној Србији, дуга око 50 km, и десна је притока Дунава. Настаје спајањем две мање реке, Шашке и реке Црнајка.
Река Црнајка је краћег тока и извире у подножју планине Дели Јован, док је Шашка дугачка 17 km и извире на планини Лишковац, тачније испод њеног највишег врха, Велики Лишковац. Две реке се спајају код места Милошева кула и чине Поречку реку, која се на свом 23 km улива у Дунав код Доњег Милановца. Слив Поречке реке, заједно са обалом Дунава код Доњег Милановца, чини област Пореч, у коју спадају села Клокочевац, Тополница и Мосна, као и градско насеље Доњи Милановац, које се некада и звало Пореч.
Овде се налази Ушће Поречке реке (локалитет).